# Жерар II де Водемон

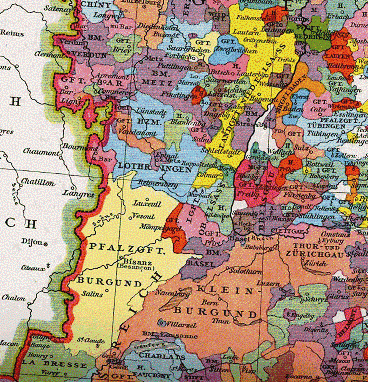
Лотарингия и Водемон на карте Вост. Германии 2-й пол. 13 в.

Жерар II (фр. Gérard II de Vaudémont; ок. 1140 — 1188) — граф Водемона с 1155 года.

## Биография
Сын Гуго I де Водемона и Эжелины (Алины) Бургундской. В 1155 году наследовал отцу.
Прижизненные документы, в которых упоминается Жерар II, — в основном хартии лотарингских аббатств, в которых он выступает как свидетель. Исторических сведений о его правлении нет.

## Семья
Между 1157 и 1161 годами Жерар II женился на Гертруде де Жуанвилль, дочери Жоффруа III, сеньора де Жуанвилль, и Фелисите де Бриенн. Дети:
- Гедвига, жена Либо III сеньора де Бофремона
- Гуго II (ум. не ранее 1235), граф Водемона
- Жоффруа, сеньор де Дёйли, упоминается в 1189 и 1239.
- Жерар, епископ Туля в 1218—1219.
- Олри (Ульрих), упом. в 1215.

Овдовев, Жерар II не ранее 1182 и не позднее 1187 года женился на Омбелине де Вандёвр (ум. после 1205), вдове Бартелеми II де Ножана, дочери Хильдуина де Вандёвра. Возможно, вышеупомянутый Олри (Ульрих) был сыном от неё.